# Éirepromotioun 2011-2012
La Éirepromotioun 2011-2012 è stata la cinquantaduesima edizione della seconda serie del campionato lussemburghese di calcio. È iniziata il 5 agosto 2011 e si è conclusa il 13 maggio 2012. Il campionato è stato vinto dal Jeunesse Canach, che è stato promosso in Division Nationale assieme all'Etzella Ettelbruck e al Wiltz 71, vincitore dello spareggio promozione/retrocessione.

## Stagione

### Novità
Rispetto alla stagione precedente erano stati promossi in Division Nationale il Union 05 Kayl-Tétange, il Rumelange e l'Hostert (vincente lo spareggio promozione/retrocessione), mentre erano stati retrocessi in Luxembourg 1. Division il Minerva Lintgen e l'Avenir Beggen più le due squadre perdenti gli spareggi retrocessione, Steinfort e Green Boys. Dalla Division Nationale 2010-2011 erano stati retrocessi il Wiltz 71 (perdente lo spareggio promozione/retrocessione), l'Etzella Ettelbruck e il Jeunesse Canach. Dalla Luxembourg 1. Division erano stati promossi il Norden 02, l'UNA Strassen, il Muhlenbach e il Mamer 32, queste ultime due vincitrici gli spareggi contro Steinfort e Green Boys.

### Formula
Le quattordici squadre partecipanti si sono affrontate in un girone all'italiana con partite di andata e ritorno per un totale di 26 giornate. Al termine del campionato le prime due classificate venivano promosse direttamente in Division Nationale. La terza classificata accedeva allo spareggio promozione/retrocessione contro la dodicesima classificata in Division Nationale per un posto in massima serie. Le ultime due classificate venivano retrocesse direttamente in Luxembourg 1. Division, mentre l'undicesima e la dodicesima classificate affrontavano le seconde classificate nei due gironi di Luxembourg 1. Division in spareggi promozione/retrocessione per due posti in seconda serie.

## Squadre partecipanti
| Club                  | Città             | Stagione precedente                                |
| --------------------- | ----------------- | -------------------------------------------------- |
| Erpeldange 72         | Erpeldange        | 7º posto in Éirepromotioun                         |
| Etzella Ettelbruck    | Ettelbruck        | 13º posto nella Division Nationale                 |
| Jeunesse Canach       | Canach            | 14º posto nella Division Nationale                 |
| Koeppchen Wormeldange | Wormeldange       | 10º posto in Éirepromotioun                        |
| Mamer 32              | Mamer             | 2º posto nel girone 2 della Luxembourg 1. Division |
| Mondercange           | Mondercange       | 8º posto in Éirepromotioun                         |
| Mondorf               | Mondorf-les-Bains | 9º posto in Éirepromotioun                         |
| Muhlenbach            | Muhlenbach        | 2º posto nel girone 1 della Luxembourg 1. Division |
| Norden 02             | Weiswampach       | 1º posto nel girone 1 della Luxembourg 1. Division |
| Oberkorn              | Obercorn          | 5º posto in Éirepromotioun                         |
| UNA Strassen          | Strassen          | 1º posto nel girone 2 della Luxembourg 1. Division |
| Victoria Rosport      | Rosport           | 4º posto in Éirepromotioun                         |
| Wiltz 71              | Wiltz             | 12º posto nella Division Nationale                 |
| Young Boys Diekirch   | Diekirch          | 6º posto in Éirepromotioun                         |

## Classifica finale
|  | Pos. | Squadra               | Pt | G  | V  | N | P  | GF | GS | DR  |
|  | ---- | --------------------- | -- | -- | -- | - | -- | -- | -- | --- |
|  | 1.   | Jeunesse Canach       | 57 | 26 | 18 | 3 | 5  | 57 | 19 | +38 |
|  | 2.   | Etzella Ettelbruck    | 56 | 26 | 18 | 2 | 6  | 76 | 26 | +50 |
|  | 3.   | Wiltz 71              | 52 | 26 | 16 | 4 | 6  | 67 | 37 | +30 |
|  | 4.   | Mondorf               | 40 | 26 | 11 | 7 | 8  | 36 | 41 | -5  |
|  | 5.   | Victoria Rosport      | 39 | 26 | 11 | 6 | 9  | 60 | 48 | +12 |
|  | 6.   | Norden 02             | 37 | 26 | 10 | 7 | 9  | 37 | 36 | +1  |
|  | 7.   | Mondercange           | 35 | 26 | 11 | 2 | 13 | 50 | 50 | 0   |
|  | 8.   | Mamer 32              | 34 | 26 | 9  | 7 | 10 | 31 | 40 | -9  |
|  | 9.   | UNA Strassen          | 33 | 26 | 8  | 9 | 9  | 42 | 44 | -2  |
|  | 10.  | Erpeldange 72         | 33 | 26 | 9  | 6 | 11 | 43 | 47 | -4  |
|  | 11.  | Oberkorn              | 29 | 26 | 8  | 5 | 13 | 43 | 48 | -5  |
|  | 12.  | Young Boys Diekirch   | 26 | 26 | 7  | 5 | 14 | 26 | 61 | -35 |
|  | 13.  | Muhlenbach            | 19 | 26 | 4  | 7 | 15 | 23 | 55 | -32 |
|  | 14.  | Koeppchen Wormeldange | 19 | 26 | 5  | 4 | 17 | 25 | 64 | -39 |

Legenda:
      Promossa in Division Nationale 2012-2013.
 Ammessa ai play-off promozione/retrocessione.
      Retrocessa in Luxembourg 1. Division 2012-2013.
Note:
Tre punti a vittoria, uno a pareggio, zero a sconfitta.

## Spareggi

### Spareggi Éirepromotioun/Luxembourg 1. Division
|                     | Risultati             |              | Luogo e data |
| ------------------- | --------------------- | ------------ | ------------ |
| Young Boys Diekirch | 2 - 2 (dts) (4-2 dtr) | Steinfort    | ?, ?         |
|                     |                       |              |              |
| Oberkorn            | 1 - 0                 | Atert Bissen | ?, ?         |
|                     |                       |              |              |